# Академия эсперанто
Акаде́мия эспера́нто (эсп. Akademio de Esperanto) — независимая организация, занимающаяся нормированием языка эсперанто. Её основной задачей является сохранение и защита основополагающих принципов эсперанто и наблюдение за его развитием; кроме того, в её функции входит регистрация и официализация изменений в языке, наиболее устоявшихся в процессе его развития. Академия издаёт документы, являющиеся дополнениями к «Основам эсперанто», фиксируя принятые носителями языка новшества, а также даёт заключения по спорным вопросам, касающимся использования эсперанто.

## История
Академия эсперанто была основана в 1905 году на первом всемирном конгрессе эсперанто по предложению инициатора языка Лазаря Заменгофа (который хотел видеть в ней нечто вроде Académie française). В то время данный орган именовался «Языковым комитетом» (эсп. Lingva komitato), тогда как название «Академия эсперанто» использовалось в отношении высшего руководящего органа комитета. Первым руководителем языкового комитета и Академии стал французский философ Эмиль Буарак. В состав языкового комитета вошло около сотни эсперантистов, представлявших почти 30 наций.
В 1948 году было принято решение объединить языковой комитет и Академию в единое целое под названием «Академия эсперанто».

## Структура и принципы работы
В настоящее время согласно уставу Академии в её состав входят 45 членов. Каждый член избирается на 9 лет, но очередные выборы происходят каждые три года, при этом (пере)избирается треть состава Академии.
Работа Академии осуществляется в отдельных секциях, каждая из которых занимается отдельными языковыми вопросами. Каждой секцией руководит её директор. Любой член Академии может принадлежать к любым секциям согласно своим личным интересам и предпочтениям. В настоящее время существуют секции технического языка, грамматики, общего словаря, литературы, произношения, проверки учебных пособий и справочное бюро (последняя секция занимается консультациями отдельных эсперантистов по поводу сложных или спорных вопросов).
Кроме этого в составе Академии могут работать также отдельные комиссии, занимающиеся вопросами, не связанными напрямую с языком. В настоящее время существует лишь одна комиссия, занимающаяся историей Академии.
Кроме директоров секций и комиссий общее руководство Академией осуществляют её председатель (во время различных голосований его мнение имеет решающее значение при равном количестве голосов), два его заместителя и секретарь.
Академия не является юридически зарегистрированной организацией и не имеет в своём пользовании какого-либо движимого или недвижимого имущества. Формальным адресом Академии является адрес её секретаря. Работа Академии осуществляется посредством переписки между её членами (в настоящее время — в электронной форме, для чего созданы и поддерживаются несколько групп рассылок электронной почты). Очные заседания, как правило, не проводятся, однако на крупных эсперанто-встречах (таких, как всемирные конгрессы эсперанто) могут проводиться встречи и обмен мнениями между членами Академии и рядовыми эсперантистами.
Финансирование Академии осуществляется посредством субсидий Всемирной ассоциации эсперанто, а также за счёт частных пожертвований.

## Состав Академии
В разное время в состав Академии входили выдающиеся писатели на эсперанто и эсперантологи, такие как Антоний Грабовский, Кальман Калочаи, Дьюла Баги, Уильям Олд, Гастон Варенгьен, Карел Пик и др.
Нынешний состав Академии сформирован после последних выборов, состоявшихся в апреле 2013 года. В нижеприведенном списке первой указана страна рождения.
- Вильмош Бенцик (Benczik Vilmos, Венгрия)
- Геррит Бервелинг (Gerrit Berveling, Нидерланды)
- Марек Благуш (Marek Blahuš, Чехия)
- Марджори Бултон (Marjorie Boulton, Великобритания)
- Ренато Корсетти (Renato Corsetti, Италия)
- Маркос Крамер (Marcos Cramer, Аргентина, проживает в Германии)
- Пробал Дасгупта (Probal Dasgupta, Индия)
- Мишель Дюк Гониназ (Michel Duc-Goninaz, Франция)
- Рудольф Фишер (Rudolf Fischer, Германия)
- Эдмунд Гримли-Иванс (Edmund Grimley-Evans, Великобритания)
- Пол Габбинс (Paul Gubbins, Великобритания)
- Елена Карпунина (Россия, проживает в Германии)
- Кристер Кизельман (Christer Kiselman, Швеция)
- Борис Колкер (Россия, проживает в США)
- Илона Коутни (Koutny Ilona, Венгрия, проживает в Польше)
- Каталин Ковач (Kováts Katalin, Венгрия, проживает в Нидерландах)
- Харри Лайне (Harri Laine, Финляндия)
- Эрих-Дитер Краузе (Erich-Dieter Krause, Германия)
- Йоуко Линдстедт (Jouko Lindstedt, Финляндия)
- Франсуа Ло Жакомо (François Lo Jacomo, Франция)
- Анна Ловенштайн (Anna Lowenstein, Великобритания, проживает в Италии)
- Ма Ён Тэ (Ma Young-tae, Корея)
- Кармел Маллья (Carmel Mallia, Мальта)
- Станислав Марчек (Stanislav Marček, Словакия)
- Жеральду Маттос (Geraldo Mattos, Бразилия)
- Александр Мельников[эсп.] (Россия)
- Карло Минная (Carlo Minnaja, Италия)
- Павел Можаев (Крым)
- Брайян Мун (Brian Moon, Великобритания)
- Нгуен Суан Тху (Nguyen Xuan Thu, Вьетнам)
- Барбара Петшак (Barbara Pietrzak, Польша)
- Сергей Покровский[эсп.] (Россия)
- Отто Приц (Otto Prytz, Норвегия)
- Бальдур Рагнарссон (Baldur Ragnarsson, Исландия)
- Ранганаякулу Поттуру (Ranganayakulu Potturu, Индия)
- Сака Тадаси (Saka Tadasi, Япония)
- Цви Садан (Tsvi Sadan, Япония, проживает в Израиле)
- Александр Шляфер[эсп.] (Alexander Shlafer, США, рождён и овладел эсперанто в СССР)
- Хамфри Тонкин (Humphrey Tonkin, США)
- Амри Вандель (Amri Wandel, Израиль)
- Джон Уэллс (John Wells, Великобритания)
- Бертиль Веннергрен (Bertilo Wennergren, Швеция, проживает в Германии)
- Усуи Хироюки (Usui Hiroyuki, Япония)
- Ямасаки Сеико (Yamasaki Seikô, Япония)

### Правление
В настоящее время председателем Академии является Джон Уэллс (Великобритания), секретарём — Ренато Корсетти (Италия), заместителями председателя являются Пробал Дашгупта (Индия) и Брайян Мун (Великобритания).

## Решения и рекомендации
Академия эсперанто подготовила и опубликовала 9 «Официальных дополнений» к универсальному словарю (последнее дополнение вышло в 2007 году). Академией подготовлен и обновляется т. н. «Академический словарь» эсперанто, дающий официальные толкования официализированных слов и (в ряде случаев) их переводы на несколько крупных языков мира.
В разные годы Академия приняла несколько решений по поводу спорных вопросов в лексике и грамматике эсперанто. К числу наиболее значимых и авторитетных решений можно отнести следующие:
- Исследование и решение о словообразовании (1967) — этим решением Академия де-юре признала и официализировала основные элементы словообразовательной теории эсперанто, разработанной Рене де Соссюром и значительно развитой и дополненной Кальманом Калочаи.
- О возвратном местоимении (1971)
- О нескольких ошибочных формах (1973)
- О слове «po» (1974)
- О нашем алфавите и орфографии (1982)
- Выражение деятеля в функции дополнения (1986)
- О пассивных причастиях (1967 и 1989)
- Рекомендации об именах собственных (1989)
- О производных корня komun- (1990)
- О названиях стран (1974, 1985, 1989, 2003, 2009)
- Об отдельных технических потребностях в отношении нашего алфавита и орфографии (2007)